# Cirilo VII
Cirilo VII (1800 – † 1872) fue Patriarca de Constantinopla desde el 3 de octubre de 1855 hasta el 13 de julio de 1860.

## Ministerio Patriarcal
El Patriarca convocó una reunión de representantes de las provincias del Patriarcado de Constantinopla (consejo especial temporal) de representantes del clero y personas seculares para preparar y ratificar el Reglamento General sobre la Administración de la Iglesia de Constantinopla de acuerdo con el Sultán Hatti-Humayun. de 1856. Las nuevas reglas causaron descontento entre los griegos, y en 1859 el patriarca dimitió, lo que no fue aceptado por el gobierno turco hasta el final de las reuniones del consejo especial temporal.
Durante los años de su patriarcado, varios obispos de origen búlgaro fueron consagrados, entre ellos Hilarion (Stoyanov), quien encabezó la comunidad búlgara de Constantinopla con el título de obispo de Makariopol en 1856.
Debido al malestar entre el rebaño búlgaro, debido a su deseo de autonomía eclesiástica-administrativa y la negativa relacionada del clero búlgaro a conmemorar al patriarca durante el servicio divino, y también debido a desacuerdos con el Patriarca de Jerusalén Kirill II, quien anunció su descontento con el nombramiento único de Cirilo VII Arzobispo Cirilo II del Sinaí, el 1 de julio de 1860, se retiró y se instaló en la isla de Halki, donde murió.
| Predecesor: Antimo VI | Patriarca de Constantinopla 1855 – 1860 | Sucesor: Joaquín II |

- Datos: Q2471377
- Multimedia: Cyril VII of Constantinople / Q2471377